# Nassaria wanneri
Nassaria wanneri là một loài ốc biển, là động vật thân mềm chân bụng sống ở biển trong họ Buccinidae.